# Kłodkowo

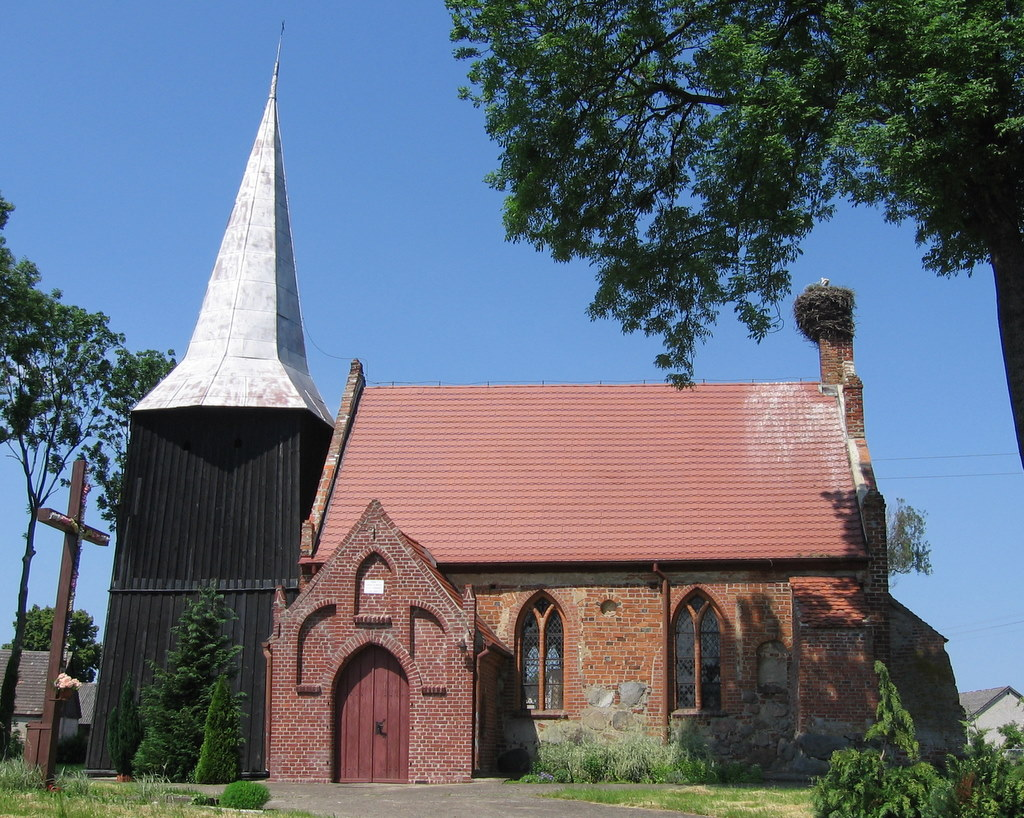
Dorfkirche in Kłodkowo

Kłodkowo (deutsch Klätkow) ist ein Dorf im Powiat Gryficki der polnischen Woiwodschaft Westpommern.

## Geographische Lage
Kłodkowo liegt in Hinterpommern, etwa sechs Kilometer südwestlich von Trzebiatów (Treptow an der Rega), zwölf Kilometer nördlich von Gryfice (Greifenberg) und 80 Kilometer nordöstlich der regionalen Metropole Stettin (Szczecin).

## Geschichte
Das Dorf ist ein altes Kirchdorf. Es wird erstmals, noch unter dem Namen Clotycowe, in einer Urkunde aus dem Jahre 1224 als eines der Dörfer genannt, welche die pommersche Herzogin Anastasia, Witwe Bogislaws I., dem Kloster Belbuck zur Gründung eines Nonnenklosters in Treptow an der Rega, des späteren Klosters Marienbusch, überwies. Das Dorf erscheint erneut 1264, als nun Herzog Barnim I. es dem Kloster in einem Tauschgeschäft gegen das Dorf Baldekow abtrat. Das Dorf wurde auch in einer Urkunde von 1280 erwähnt, mit der der Abt Konrad bestätigte, es der Stadt Treptow zu Lehen gegeben zu haben.
Im Jahr 1925 hatte das Dorf 401 Einwohner. Eingemeindet war der Wohnplatz Wefelow.
Das Dorf gehörte vor dem Ende des Zweiten Weltkriegs zum Kreis Greifenberg im Regierungsbezirk Stettin, von 1938 bis 1945 im Regierungsbezirk Köslin, der Provinz Pommern. Nach Kriegsende wurde die Region 1945 zusammen mit ganz Hinterpommern unter polnische Verwaltung gestellt.